# Р-2
Р-2 (индекс ГРАУ — 8Ж38) — советская баллистическая оперативно-тактическая ракета.

## История разработки
К проекту создания Р-2 с вдвое увеличенной (по сравнению с ракетой Р-1) дальностью полёта С. П. Королёв в НИИ-88 приступил в 1948 году. По некоторым данным, её разработку Королёв начал 14 апреля, практически одновременно с Р-1. Лётно-конструкторские испытания начались в сентябре 1949 года на полигоне Капустин Яр и завершились в июле 1951 года. Первый испытательный пуск экспериментального варианта ракеты Р-2Э состоялся 21 сентября 1949 года. Всего было произведено 6 пусков, из которых только два оказались удачными. В период 1950—1951 было осуществлено 30 пусков ракет, из которых 24 были удачными; в 1952 году — ещё 14 пусков, из них 12 удачных.

## Конструкция

Проекции Р-2

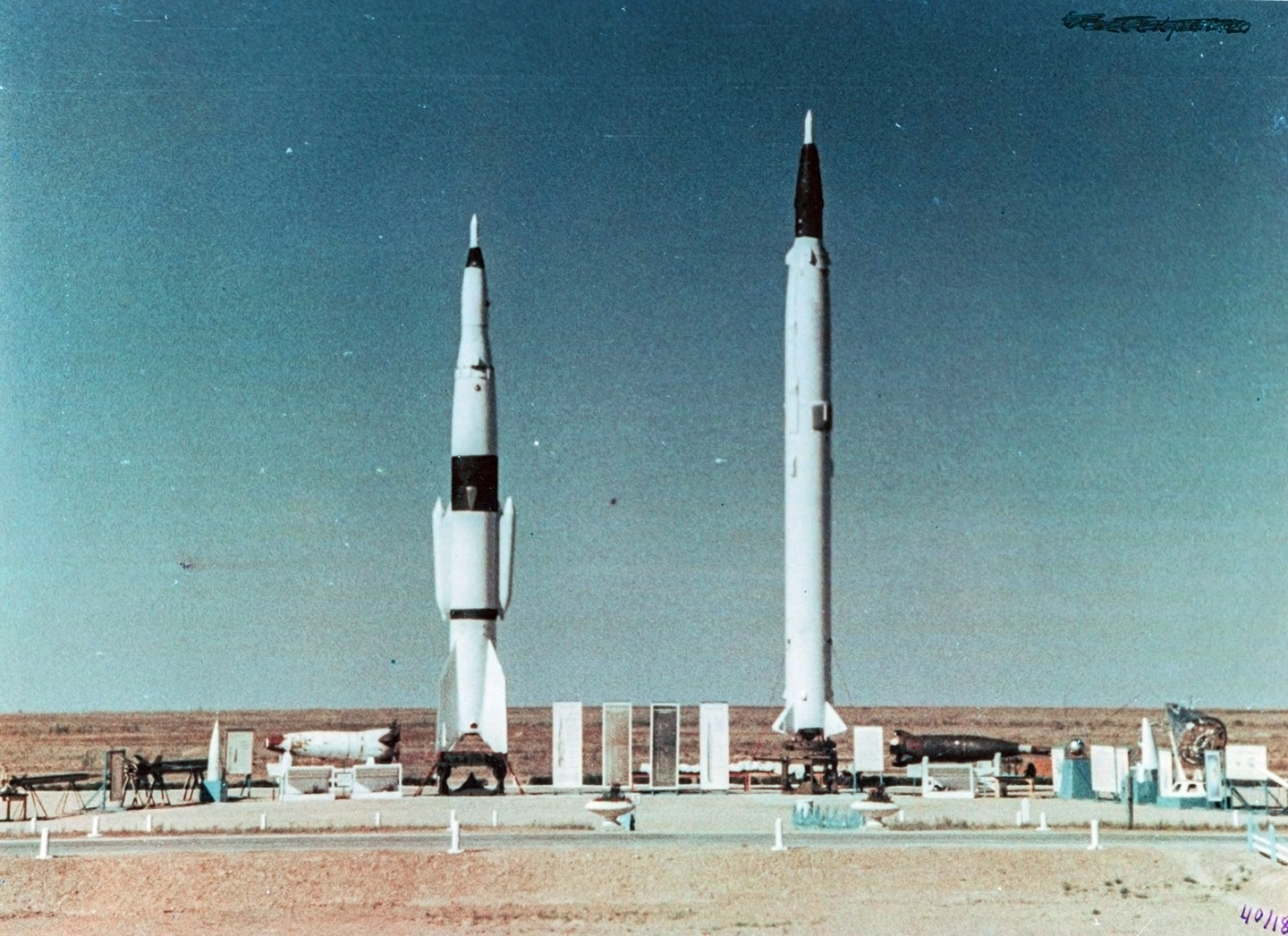
Геофизические ракеты Р-2А и Р-5А на испытаниях на полигоне Капустин Яр

Для увеличения дальности в Р-2 впервые применена головная часть, отделяющаяся от корпуса ракеты по завершении активного участка полёта. Кроме того, была снижена масса ракеты за счёт использования топливного бака несущей конструкции из лёгких алюминиевых сплавов. Бак с окислителем остался подвесным. Новый двигатель Валентина Глушко РД-101 по сравнению с РД-100 имел более высокие обороты турбины, повышенное давление в камере и использовал топливо с увеличенной до 92 % концентрацией этилового спирта. РД-101 обеспечивал потребную тягу у земли 37 тс при удельном импульсе тяги 210 кгс*с/кг на уровне Земли. Кроме того новый двигатель стал легче в 1.4 раза. Были усовершенствованы пневмогидравлическая и электрическая схемы, применён парогазогенератор с твёрдым катализатором вместо жидкого.
Для улучшения точности попадания позаимствованная у Р-1 система управления была дополнена системой боковой радиокоррекции, снижающей параллельный снос ракеты, к которому автономная система управления была нечувствительна. Для реализации радиокоррекции требовалось размещение за стартовой позицией на расстоянии 25-30 км от старта, специальной аппаратуры БРК (сокр. боковая радиокоррекция) контролировавших поведение ракеты в полёте. Радиопередатчик БРК работал в метровом диапазоне волн. Его мощность передавалась через специальный антенный коммутатор на две директорные антенны, разнесенные на 100 м друг от друга. Коммутатор обеспечивал симметричное качание луча, относительно линии прицеливания. В крайних положениях сигнал модулировался разными частотами. Это позволяло бортовому приемнику ракеты определить направление отклонения, а системе управления дать сигнал на коррекцию траектории.
Естественно, это заметно усложняло эксплуатацию и применение ракет. Новый тротиловый заряд увеличенной массы создавал при взрыве зону сильных разрушений площадью 950 кв.м.
В качестве органов управления, как и на Р-1, применялись аэродинамические и газовые рули. Для Р-2 была разработана новая пусковая установка, пригодная для запуска как Р-1, так и Р-2. Время подготовки ракеты к старту осталось прежним — 6 часов, а время нахождения ракеты в заправленном состоянии ограничивалось 15 минутами, после чего топливо надо было либо сливать, либо запускать ракету.

## Принятие на вооружение
27 ноября 1951 года Р-2 принята на вооружение бригад особого назначения РВГК. 30 ноября 1951 года последовал приказ министра вооружений Устинова Д. Ф. об организации серийного производства ракет. Первые учебно-боевые пуски Р-2 в войсках были проведены на сборах командного состава ракетных частей в 1952 году. Серийное производство ракет было налажено на Государственном союзном заводе № 586 в Днепропетровске в июне 1953 года[прояснить].

## Боевая часть

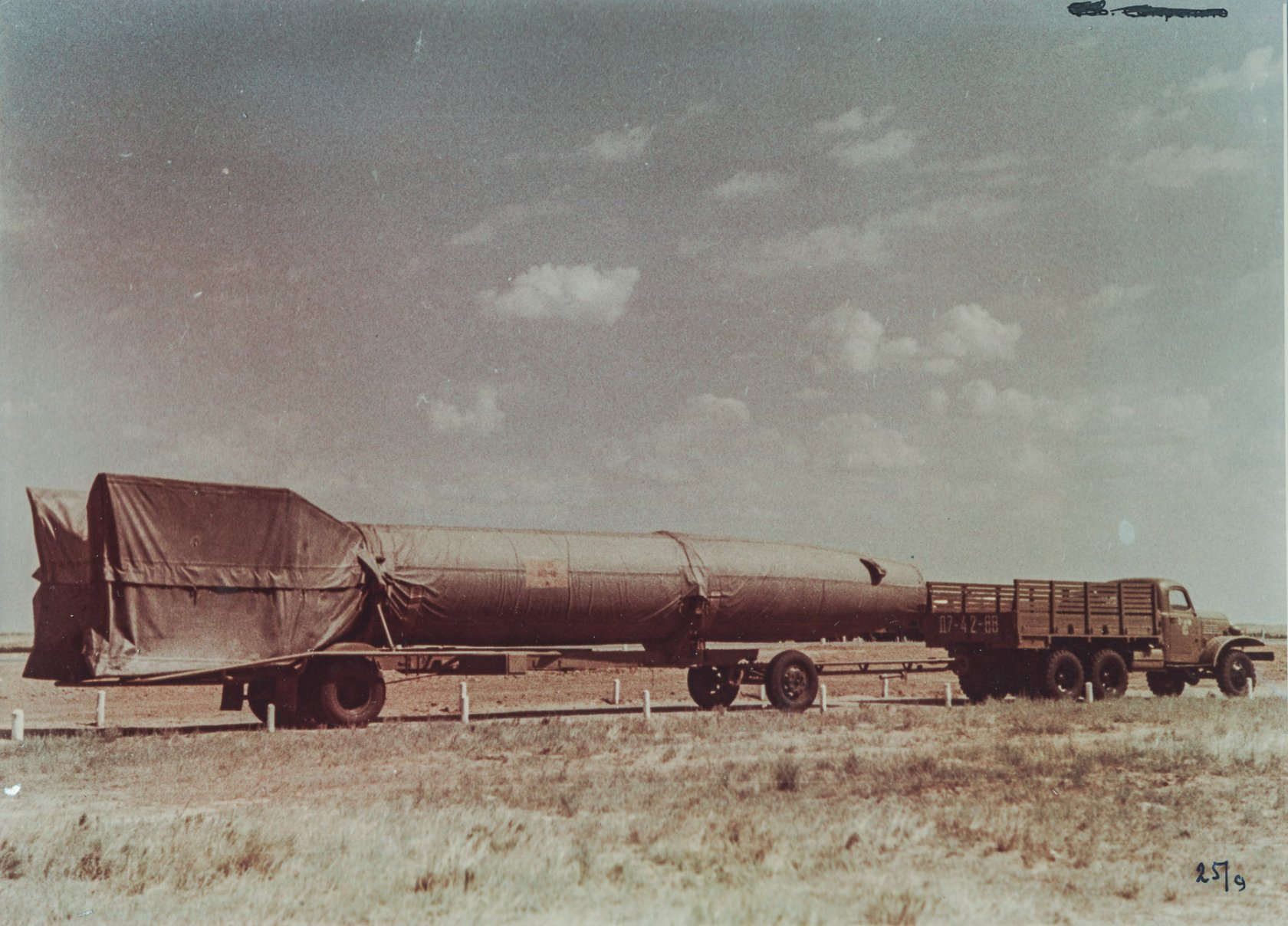
Автопоезд с баллистической ракетой дальнего действия Р-2

В штатном варианте ракета имела фугасную боевую часть (БЧ) массой 1500 кг, снаряженную 1000 кг тротила. Площадь сильных разрушений при взрыве составляла около 950 кв. м.
В 1953 году состоялись испытания ракет с головными частями заправленными радиоактивной жидкостью «Герань» и «Генератор». Первый вариант ракеты «Герань» производил высотный подрыв ёмкости с радиоактивной жидкостью, которая, распыляясь, оседала в виде радиоактивного дождя. «Генератор» имел много небольших ёмкостей подрывавшихся самостоятельно.
Для обеспечения заправки БЧ «Герань-5» были разработаны различные специализированные машины обслуживания ракеты. В 1954 году КБ-3 Кировского завода под руководством Н. Ф. Шашмурина создало на базе седельного тягача ЯАЗ-210Д опытный образец заправщика «объект 801» общей массой в 22 тонны. В 1955 году то же конструкторское бюро создало самоходный манипулятор «объект 805» массой 72 тонны.
Также была разработана боевая часть с ядерным зарядом мощностью 10кТ (1956 г).
В 1954 году на базе боевого варианта ракеты Р-2 была создана геофизическая ракета Р-2А (В-2А).
6 декабря 1957 решением правительства СССР, в рамках военно-технического сотрудничества, лицензия на производство, полный комплект документации на 8Ж38 и две собранных ракеты были переданы Китайской Народной Республике.

## Сравнительная характеристика
| Общие сведения и основные тактико-технические характеристики советских баллистических ракет первого поколения                                                                                    | Общие сведения и основные тактико-технические характеристики советских баллистических ракет первого поколения | Общие сведения и основные тактико-технические характеристики советских баллистических ракет первого поколения | Общие сведения и основные тактико-технические характеристики советских баллистических ракет первого поколения | Общие сведения и основные тактико-технические характеристики советских баллистических ракет первого поколения | Общие сведения и основные тактико-технические характеристики советских баллистических ракет первого поколения | Общие сведения и основные тактико-технические характеристики советских баллистических ракет первого поколения | Общие сведения и основные тактико-технические характеристики советских баллистических ракет первого поколения | Общие сведения и основные тактико-технические характеристики советских баллистических ракет первого поколения | Общие сведения и основные тактико-технические характеристики советских баллистических ракет первого поколения |
| Наименование ракеты | Р-1 | Р-2 | Р-5М | Р-11М | Р-7А | Р-9А | Р-12 и Р-12У                                                                                                  | Р-14 и Р-14У                                                                                                  | Р-16У |
| Конструкторское бюро | ОКБ-1 | ОКБ-1 | ОКБ-1 | ОКБ-1 | ОКБ-1 | ОКБ-1 | КБ «Южное» | КБ «Южное» | КБ «Южное» |
| --- | --- | --- | --- | --- | --- | --- | --- | --- | --- |
| Генеральный конструктор | С. П. Королёв                                                                                                 | С. П. Королёв                                                                                                 | С. П. Королёв                                                                                                 | С. П. Королёв, М. К. Янгель                                                                                   | С. П. Королёв                                                                                                 | С. П. Королёв                                                                                                 | М. К. Янгель                                                                                                  | М. К. Янгель                                                                                                  | М. К. Янгель                                                                                                  |
| Организация-разработчик ЯБП и главный конструктор | | | КБ-11, Ю. Б. Харитон                                                                                          | КБ-11, Ю. Б. Харитон                                                                                          | КБ-11, С. Г. Кочарянц                                                                                         | КБ-11, С. Г. Кочарянц                                                                                         | КБ-11, С. Г. Кочарянц                                                                                         | КБ-11, С. Г. Кочарянц                                                                                         | КБ-11, С. Г. Кочарянц                                                                                         |
| Организация-разработчик заряда и главный конструктор | | | КБ-11, Ю. Б. Харитон                                                                                          | КБ-11, Ю. Б. Харитон                                                                                          | КБ-11, Е. А. Негин                                                                                            | КБ-11, Е. А. Негин                                                                                            | КБ-11, Е. А. Негин                                                                                            | КБ-11, Е. А. Негин                                                                                            | КБ-11, Е. А. Негин                                                                                            |
| Начало разработки | 10.03.1947 | 14.04.1948 | 10.04.1954 | 13.02.1953 | 02.07.1958 | 13.05.1959 | 13.08.1955 | 02.07.1958 | 30.05.1960 |
| Начало испытаний | 10.10.1948 | 25.09.1949 | 20.01.1955 | 30.12.1955 | 24.12.1959 | 09.04.1961 | 22.06.1957 | 06.06.1960 | 10.10.1961 |
| Дата принятия на вооружение | 28.11.1950 | 27.11.1951 | 21.06.1956 | 1.04.1958 | 12.09.1960 | 21.07.1965 | 04.03.1959–09.01.1964                                                                                         | 24.04.1961–09.01.1964                                                                                         | 15.07.1963 |
| Год постановки на боевое дежурство первого комплекса | не ставились                                                                                                  | не ставились                                                                                                  | 10.05.1956 | переданы в СВ в 1958                                                                                          | 01.01.1960 | 14.12.1964 | 15.05.1960 | 01.01.1962 | 05.02.1963 |
| Максимальное количество ракет, стоявших на вооружении | | | 36 | | 6 | 29 | 572 | 101 | 202 |
| Год снятия с боевого дежурства последнего комплекса | | | 1966 | | 1968 | 1976 | 1989 | 1983 | 1977 |
| Максимальная дальность, км | 270 | 600 | 1200 | 170 | 9000-9500 — тяжёлый блок; 12000-14000, 17000 — лёгкий блок                                                    | 12500-16000                                                                                                   | 2080 | 4500 | 11000–13000                                                                                                   |
| Стартовая масса, т | 13,4 | 20,4 | 29,1 | 5,4 | 276 | 80,4 | 47,1 | 86,3 | 146,6 |
| Масса полезной нагрузки, кг | 1000 | 1500 | 1350 | 600 | 3700 | 1650–2095 | 1630 | 2100 | 1475–2175 |
| Длина ракеты, м | 14,6 | 17,7 | 20,75 | 10,5 | 31,4 | 24,3 | 22,1 | 24,4 | 34,3 |
| Максимальный диаметр, м | 1,65 | 1,65 | 1,65 | 0,88 | 11,2 | 2,68 | 1,65 | 2,4 | 3,0 |
| Тип головной части | неядерная, неотделяемая                                                                                       | моноблочная, неядерная, отделяемая                                                                            | моноблочная, ядерная                                                                                          | моноблочная, ядерная                                                                                          | моноблочная, ядерная                                                                                          | моноблочная, ядерная                                                                                          | моноблочная, ядерная                                                                                          | моноблочная, ядерная                                                                                          | моноблочная, ядерная                                                                                          |
| Количество и мощность боевых блоков, Мт | | | 1×0,3 | | 1×5 | 1×5 | 1×2,3 | 1×2,3 | 1×5 |
| Стоимость серийного выстрела, тыс. руб. | | | | | | | 3040 | 5140 | |
| Источник информации: Оружие ракетно-ядерного удара. / Под ред. Ю. А. Яшина. — М.: Издательство МГТУ имени Н. Э. Баумана, 2009. — С. 23–24 — 492 с. — Тираж 1 тыс. экз. — ISBN 978-5-7038-3250-9. | | | | | | | | | |

## Сохранившиеся экземпляры
Ракета снята с вооружения в 1960 г. На экспорт не поставлялась.
- Ракета 8Ж38 представлена в филиале Центрального музея РВСН в Учебном центре Военной академии РВСН им. Петра Великого в Балабанове Калужской области[4];
- В музее артиллерии в Санкт-Петербурге Военно-исторический музей артиллерии, инженерных войск и войск связи;
- На въезде в город Королёв установлена ракета Р-2.
- Представлена в качестве учебного экспоната в Дмитровском филиале МГТУ им. Н.Э.Баумана, г.Орево